# Myrmeleon (Myrmeleon) sanaanus
Myrmeleon (Myrmeleon) sanaanus is een insect uit de familie van de mierenleeuwen (Myrmeleontidae), die tot de orde netvleugeligen (Neuroptera) behoort. 
Myrmeleon (Myrmeleon) sanaanus is voor het eerst wetenschappelijk beschreven door Navás in 1934.